# Maro Douka
Maro Douka (Hania, 1947.), grčka književnica i političarka, članica pokreta Genia tou 70. Piše pretežito romane i kratke priče. 
Studirala je povijest i arheologiju na Sveučilištu u Ateni. Izdavanje njezinog prvog romana (Lažno zlato) spriječila je vojna hunta, jer se temeljila na njezinom utamničenju koje je sprovela hunta. Roman je objavljen ubrzo nakon pada hunte. Jedna je od osnivačica Društva helenskih književnika. 
Za svoj književni rad nagrađena je Nagradom "Nikos Kazantzakis" grada Herakliona i Grčkom državnom nagradom za književnost, kao i Nagradom "Kostas i Eleni Ouranis" Atenskog sveučilišta. Svoja djela predstavljala je i na glasovitom Frankfurtskom sajmu knjiga. Romani su joj prevedeni na više jezika.
Na mjesnim izborima 2014. izabrana je u atensko gradsko vijeće na listi Koalicije radikalne ljevice.